# Bruno Sorić
Bruno Sorić (i Italien kendt som Bruno Sorich) (født 16. maj 1904 i Zadar, død 7. juni 1942) var en kroatisk roer.
Sorić deltog ved OL 1924 i Paris, hvor han repræsenterede Italien, som hans hjemby Zadar på daværende tidspunkt hørte under, i otteren. De vandt deres indledende heat, hvorpå de i finalen kom på en tredjeplads slået af USA og Canada, der vandt henholdsvis guld og sølv. De øvrige medlemmer af den italienske båd var brødrene Ante, Frane og Šimun Katalinić, samt Carlo Toniatti, Giuseppe Crivelli, Petar Ivanov, Latino Galasso og styrmand Viktor Ljubić.
Sorić vandt desuden en EM-sølvmedalje i otter ved EM 1922 i Barcelona, og året efter vandt han EM-guld i samme disciplin i Como.

## OL-medaljer
- 1924:  Bronze i otter